# کهران
کهران یک روستا در ایران است که در دهستان خانندبیل غربی واقع شده‌است. کهران ۱۶۹ نفر جمعیت دارد.